# بنجامین دابلیو لی
بنجامین وی لی (انگلیسی: Benjamin W. Lee؛ زاده ۱ ژانویهٔ ۱۹۳۵ درگذشته ۱۶ ژوئن ۱۹۷۷) فیزیک‌دان نظری کره‌ای‌تبار اهل آمریکا بود.